# Bataille au large de Mullaitivu
Le 20 avril 2001 se livre une bataille navale au large de Mullaitivu, sur la côte nord-est du Sri Lanka pendant la guerre civile du Sri Lanka (1983-2009).
Une patrouille navale gouvernementale découvre et attaque un convoi maritime du LTTE (Liberation Tigers of Tamil Ealam). L'aviation sri-lankaise intervient dans la bataille qui tourne au désavantage des indépendantistes. Cinq de leurs embarcations sont détruites, plusieurs marins sont tués et six autres capturés. Les gouvernementaux déplorent 4 blessés.